# Balibey, Şile
Balibey là một xã thuộc huyện Şile, tỉnh Istanbul, Thổ Nhĩ Kỳ.